# V425 Андромеды
V425 Андромеды (лат. V425 Andromedae) — двойная затменная переменная звезда типа Алголя (EA) в созвездии Андромеды на расстоянии приблизительно 3562 световых лет (около 1092 парсеков) от Солнца. Видимая звёздная величина звезды — от +14,6m до +13,3m. Орбитальный период — около 1,4207 суток.

## Характеристики
Первый компонент — жёлто-белая звезда спектрального класса F. Радиус — около 2,01 солнечных, светимость — около 7,352 солнечных. Эффективная температура — около 6712 K.